# Морозово (Красногородская волость)
Морозово — деревня в Красногородском районе Псковской области России. Входит в состав Красногородской волости.
Деревня расположена в центральной части района на берегу реки Синяя, в 2 км к юго-востоку от районного центра, посёлка Красногородск. В 16 км восточнее от неё находится вторая одноимённая деревня.

## Население
Численность население деревни по оценке на конец 2000 года составляла 7 жителей, на 2010 год — 4 жителя.